# The Art of War (album Vadera)
The Art of War – piąty minialbum deathmetalowej grupy muzycznej Vader. Wydawnictwo ukazało się w 2005 roku nakładem Regain Records w Europie, w Polsce dzięki Mystic Production. W Stanach Zjednoczonych płyta ukazała się w 2006 roku nakładem Candlelight Records.
Płyta została zadedykowana pamięci byłego perkusisty Vader - Krzysztofa "Docenta" Raczkowskiego. Jest to również pierwsze wydawnictwo zespołu na którym ukazał się utwór skomponowany przez Maurycego "Mausera" Stefanowicza.

## Realizacja i promocja

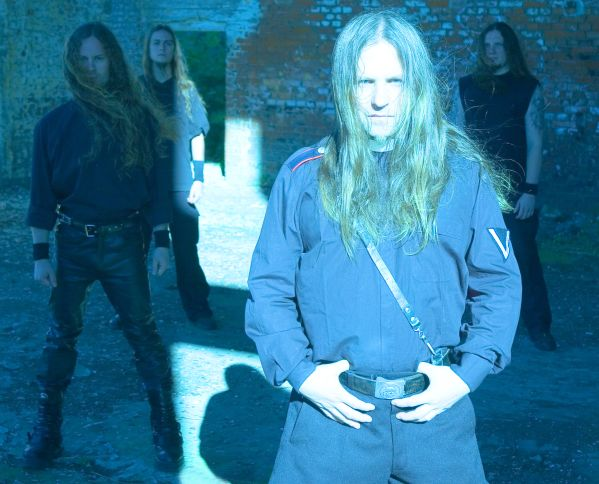
Vader w roku 2005 w ramach sesji zdjęciowej do minialbumu The Art of War autorstwa fotografa Krzysztofa Sadowskiego

W 2005 roku zespół podpisał nowy kontrakt płytowy ze szwedzką Regain Records oraz oficjalnie przyjął na stanowisko perkusistę Dariusza "Daraya" Brzozowskiego. W czerwcu 2005 roku w białostockim Hertz Studio zespół rozpoczął nagrania The Art of War. Produkcje, miksy oraz mastering nagrań wykonali Wojciech i Sławomir Wiesławscy, zdjęcia muzyków wykonał ceniony fotograf Krzysztof "Sado" Sadowski, znany ze współpracy z takimi grupami jak Behemoth, Vesania czy Kobranocka. Oświadczenie zespołu na temat minialbumu:

Właśnie zakończyliśmy nagrania "The Art of War" - naszej najnowszej płyty, zrealizowanej w białostockim Hertz Studio. Materiał ten ukaże się jeszcze w październiku, a dwa utwory uwzględnimy w programie jesiennego Blitzkrieg 3. Z 5-ciu kawałków, cztery znajdą się na standardowym wydaniu płyty i wszystkie utrzymane są w bardzo szybkim i niewiarygodnie agresywnym stylu.

Wydawnictwo ukazało się 14 listopada 2005 roku nakładem Regain Records w Europie, w Polsce dzięki Mystic Production. W Stanach Zjednoczonych płyta ukazała się 24 stycznia 2006 roku nakładem Candlelight Records. Płytę tę promował animowany teledysk wykonany w technice 3D przez Arkadiusza Jurcana, autora obrazu zdobiącego okładkę albumu. Oświadczenie zespołu na temat minialbumu:

Arek Jurcan to młody i uzdolniony grafik komputerowy operujący w technikach 3D. Jest to pierwsza w historii polskiego metalu produkcja tego typu, na dodatek, gdy najpierw powstaje obraz, a później dźwięk. To swego rodzaju eksperyment, gdy muszę napisać muzykę do gotowego obrazu. Jest to o tyle trudne, że robię to po raz pierwszy, jednak sprawia mi to wiele satysfakcji i już teraz widzę, że numer będzie zabójczy!

Minialbum był promowany do połowy 2006 roku m.in. na Metal Crusaders Tour 2006 i Bliztkrieg III wraz z grupami Rotting Christ, Anorexia Nervosa i Lost Soul, spotkał się również z dużym zainteresowaniem fanów i pochlebnymi recenzjami krytyki.

## Lista utworów

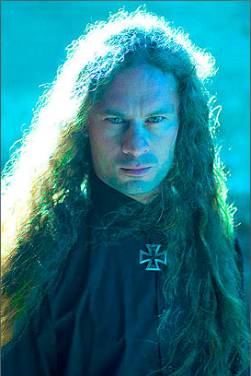
Marcin Nowak, 2005

Opracowano na podstawie materiału źródłowego.
| Nr | Tytuł utworu                           | Słowa                | Muzyka              | Długość |
| -- | -------------------------------------- | -------------------- | ------------------- | ------- |
| 1. | „Para Bellum”                          | utwór instrumentalny | Krzysztof Oloś      | 1:26    |
| 2. | „This Is the War”                      | Piotr Wiwczarek      | Piotr Wiwczarek     | 2:49    |
| 3. | „Lead Us!!!”                           | Piotr Wiwczarek      | Maurycy Stefanowicz | 3:16    |
| 4. | „Banners on the Wind”                  | utwór instrumentalny | Krzysztof Oloś      | 0:49    |
| 5. | „What Colour Is Your Blood?”           | Piotr Wiwczarek      | Piotr Wiwczarek     | 3:58    |
| 6. | „Death in Silence”                     | Piotr Wiwczarek      | Piotr Wiwczarek     | 2:10    |
| 7. | „This Is the War (teledysk)”           | Piotr Wiwczarek      | Piotr Wiwczarek     | 2:54    |
| 8. | „This Is the War (War Mix) (teledysk)” | Piotr Wiwczarek      | Piotr Wiwczarek     | 2:54    |
|    |                                        |                      |                     | 20:16   |

| Utwór dodatkowy - edycja japońska | Utwór dodatkowy - edycja japońska | Utwór dodatkowy - edycja japońska | Utwór dodatkowy - edycja japońska | Utwór dodatkowy - edycja japońska |
| Nr                                | Tytuł utworu                      | Słowa                             | Muzyka                            | Długość                           |
| --------------------------------- | --------------------------------- | --------------------------------- | --------------------------------- | --------------------------------- |
| 1.                                | „Die!!! (Giń psie)”               | Piotr Wiwczarek                   | Piotr Wiwczarek                   | 2:55                              |

## Twórcy
Opracowano na podstawie materiału źródłowego.
| Zespół Vader w składzie - Piotr "Peter" Wiwczarek – gitara elektryczna, gitara basowa, wokal, słowa - Maurycy "Mauser" Stefanowicz – gitara elektryczna - Marcin "Novy" Nowak – gitara basowa[A] - Dariusz "Daray" Brzozowski – perkusja Dodatkowi muzycy - Krzysztof "Siegmar" Oloś – gościnnie instrumenty klawiszowe |  | Produkcja - Sławomir i Wojciech Wiesławscy – produkcja, miksowanie, mastering - Krzysztof "Sado" Sadowski – zdjęcia - Arkadiusz Jurcan – okładka, screeny, teledysk - Jacek Wiśniewski – layout |

Notatki
- A^ Wymieniony na płycie, nie brał udziału w nagraniach[21].

## Wydania
| Rok  | Nr katalogowy | Format | Wytwórnia                 | Region            | Źródło |
| ---- | ------------- | ------ | ------------------------- | ----------------- | ------ |
| 2005 | RR 074        | CD     | Regain Records            | Europa            | [ 22 ] |
| 2005 | RRLP 074      | LP     | Regain Records            | Europa            | [ 23 ] |
| 2005 | MICP-10559    | CD     | Avalon/Marquee Inc.       | Japonia           | [ 2 ]  |
| 2006 | CD CDL 251    | CD     | Candlelight Records       | Stany Zjednoczone | [ 24 ] |
| 2006 | CDM 0306-2466 | CD     | Regain Records/CD-Maximum | Rosja             | [ 25 ] |